# Gabriel Júnior

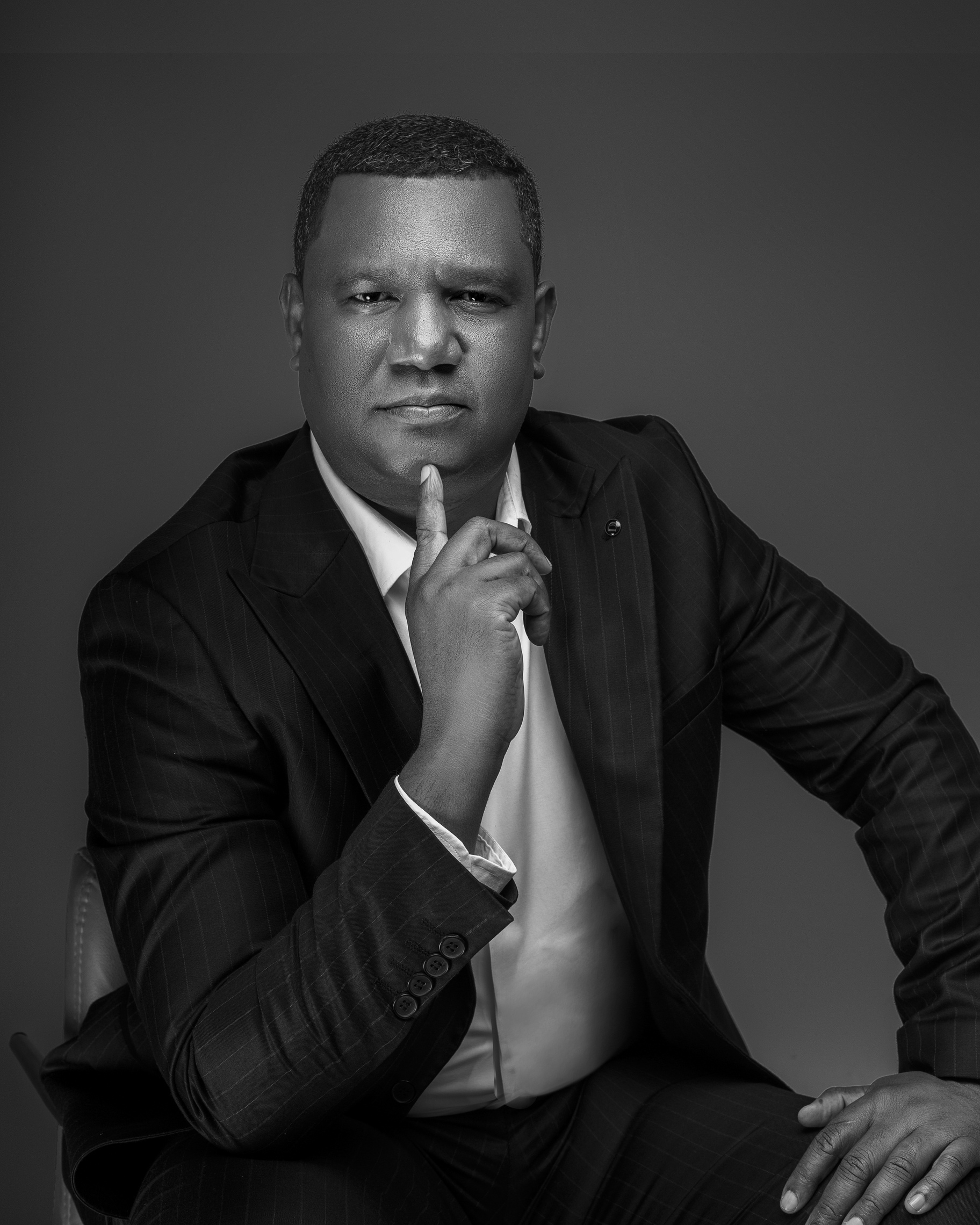
Gabriel Junior em 2023

Gabriel Xavier da Barca Júnior é um empresário e político  moçambicano e ex deputado da Assembleia da República de Moçambique, além de exercer ainda as atividades de comunicador, consultor internacional, coach, escritor, embaixador de marcas , dirigente desportivo e especialista em mobilização popular. Em seu segundo mandato como deputado da Assembleia da República, Gabriel estabeleceu o Fundo de Malária de Moçambique para ajudar o governo a angariar fundos para apoiar a luta contra a malária e fundou uma organização que apoia os mais necessitados, construindo casas e concedendo bolsas de estudo educacionais. Além disso, ele é o chefe da Federação de Boxe de Moçambique, presidente da Confederação Africana de Boxe para a África Austral e presidente de comunicação e marketing do Comitê Olímpico de Moçambique.

## Biografia
Gabriel é filho de um pai cristão e uma mãe muçulmana, um dos mais jovens de sete irmãos cuja família foi separada pela guerra civil.